# August Namendorff (Kunstsammler)
August Namendorff (auch: Ernst August Namendorff; geboren im 19. Jahrhundert; gestorben 1933) war ein deutscher Kunstsammler.

## Leben

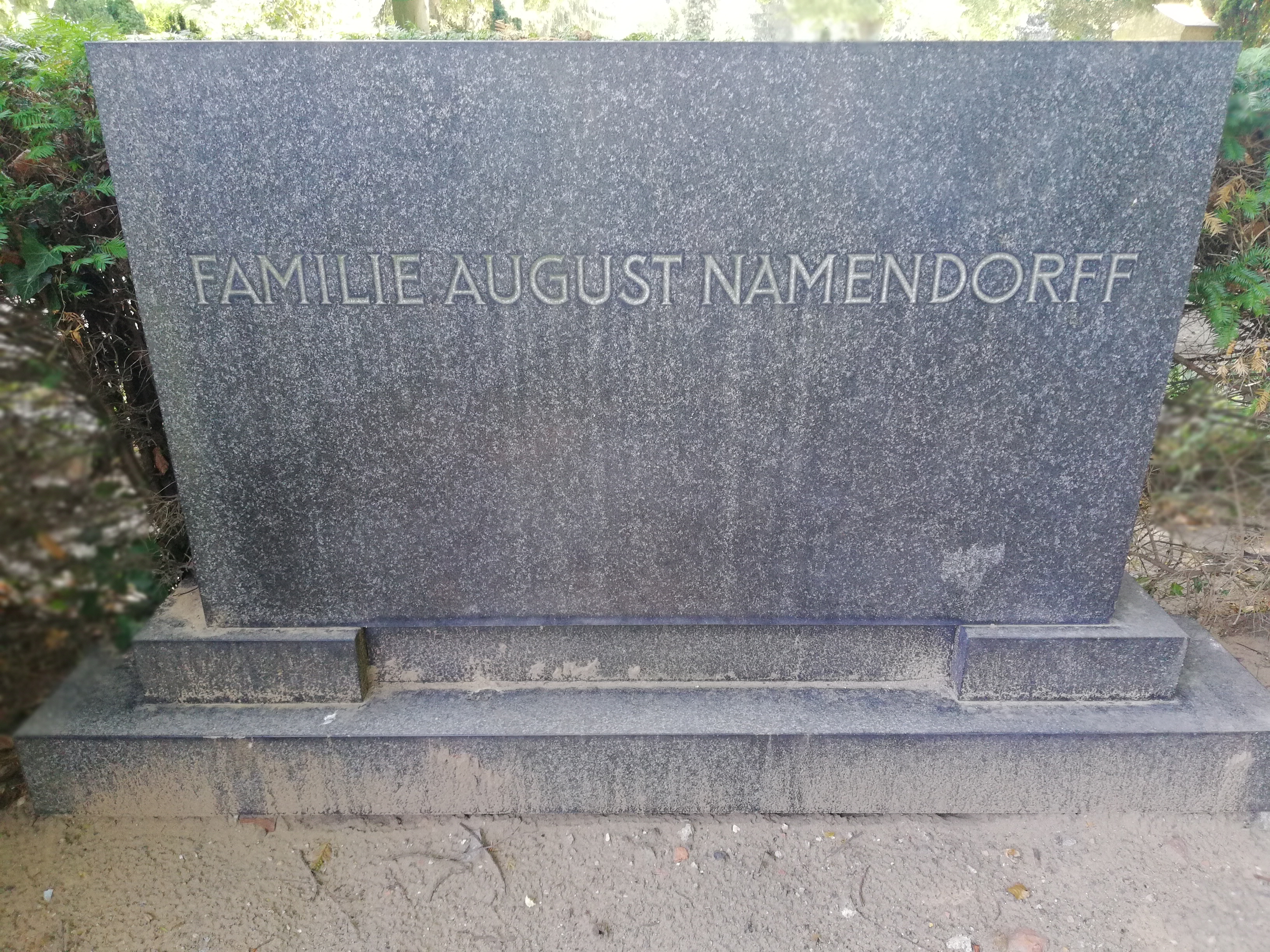
„Familiengrab August Namendorff“ auf dem Neuen St.-Nikolai-Friedhof in der Nordstadt von Hannover

August Namendorff ließ sich Anfang des 20. Jahrhunderts Hannover von 1911 bis 1912 nach Plänen des Architekten Wilhelm Mackensen in der Straße Lange Laube 8, heutige Adresse Stiftstraße 14, ein noch heute erhaltenes Wohn- und Geschäftshaus errichten. Dort unterhielt er ein „Lager“, in dem er beispielsweise 1911 „aparte Stil-Möbel, Biedermeierzimmer, Bilder, Porzellane u. Fayencen“ anbot. Diese offerierte er verschiedentlich in der Internationalen Sammlerzeitung, dem damaligen Zentralblatt für Sammler, Liebhaber und Kunstfreunde, die er in seinen Offerten zugleich um Besuch bat.
Namendorff starb 1933. Wie das nach ihm benannte Gebäude Haus Namendorff überstand auch ein großer Teil seiner Sammlung von Porzellan, Fayencen, Gläsern, Silberwaren, Zinngegenstände und Varia die Luftangriffe auf Hannover. Von der „Sammlung Namendorff“ wurden 1957 zahlreiche Stücke bei Eberhard Hünerberg in Braunschweig über das Kunstauktionshaus Hünerberg versteigert.